# Präsidentschafts- und Parlamentswahl in Ecuador 2021
Die Präsidentschafts- und Parlamentswahl in Ecuador 2021 fand im Frühjahr des Jahres 2021 statt. Die Wahl der Nationalversammlung (Asamblea Nacional) und die erste Runde der Präsidentschaftswahl wurden am 7. Februar 2021 abgehalten. Am 11. April fand die erforderlich gewordene Stichwahl des Präsidenten statt.
Die Wahl stand unter dem Eindruck der COVID-19-Pandemie und der dadurch ausgelösten Wirtschaftskrise in dem von Erdölexporten abhängigen Land. Demnach waren unter anderem die Überwindung der Krisen in Wirtschaft und Gesundheitsversorgung sowie die Forcierung der COVID-19-Impfungen in Ecuador bestimmende Wahlkampfthemen.

## Präsidentschaftswahl

### Hintergrund

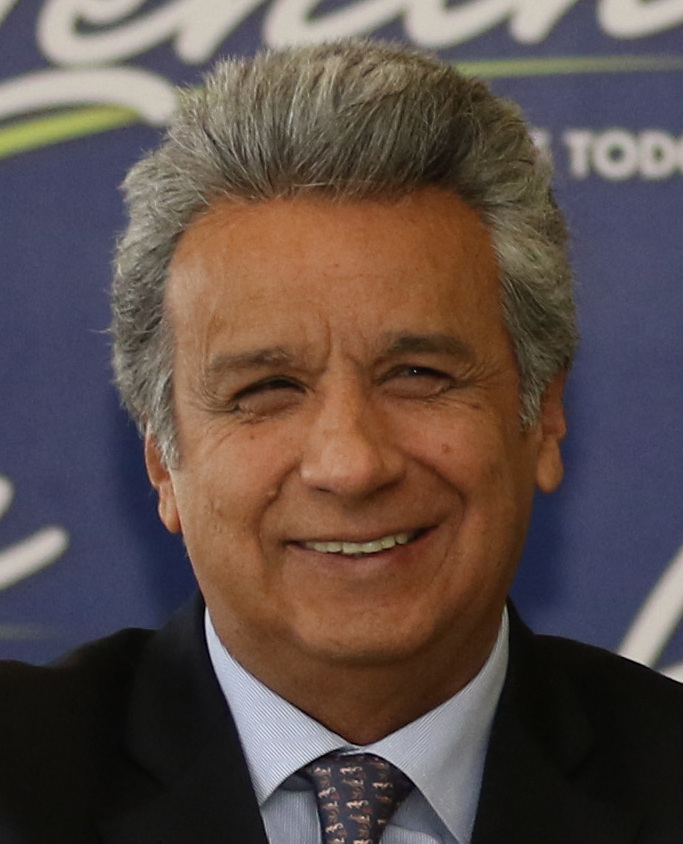
Der amtierende Präsident Moreno trat nicht zur Wiederwahl an.

Der seit der Wahl 2017 amtierende Präsident Lenín Moreno trat vor dem Hintergrund schlechter Umfragewerte nicht zur Wiederwahl an, obwohl er für eine weitere Amtszeit wählbar gewesen wäre. Auf seine Nachfolge bewarben sich 15 Kandidaten und eine Kandidatin verschiedener Parteien, Bewegungen und Bündnisse. Darunter befand sich mit Lucio Gutiérrez (PSP) auch ein ehemaliger Präsident, der das Land in den Jahren 2003 bis 2005 geführt hatte.
Das ecuadorianische Wahlsystem sieht eine zweistufige Präsidentenwahl vor. In der ersten Runde ist gewählt, wer mindestens 40 % der Stimmen auf sich vereinen kann und dabei mehr mindestens zehn Prozentpunkte Vorsprung auf den Zweitplatzierten hat. Andernfalls kommt es zu einer Stichwahl, in der die absolute Stimmmehrheit zählt. Die Präsidentschaftskandidaten nominieren zudem einen Kandidaten für das Amt des Vizepräsidenten, beide stehen gemeinsam zur Abstimmung. Die Wahlen werden vom Consejo Nacional Electoral (CNE, zu Deutsch: Nationaler Wahlrat) organisiert.

### Aussichtsreiche Kandidaten
In den Umfragen vor der Wahl führten drei Kandidaten mit deutlichem Vorsprung und konnten sich somit Hoffnungen auf den Einzug in die zweite Runde machen.
Der linksgerichtete Andrés Arauz wurde von der Unión por la Esperanza (UNES, zu Deutsch: Vereinigung für die Hoffnung), einem Bündnis aus der Fuerza Compromiso Social (FCS) und dem Movimiento Centro Democrático (CD), unterstützt. Arauz galt politischer Ziehsohn des umstrittenen Ex-Präsidenten Rafael Correa, unter dem er bereits Minister für Kultur war, und vertrat dessen Kurs der „Revolution der Bürger“ und des Sozialismus des 21. Jahrhunderts. Ursprünglich sollte Correa selbst als Vizepräsident von Arauz kandidieren, was aber durch dessen Verurteilung wegen Bestechlichkeit nicht möglich war. Arauz’ Wahlprogramm enthielt etwa die Erhöhung staatlicher Subventionen und die Beendigung des vom Internationalen Währungsfonds auferlegten Sparkurses.
Ihm gegenüber stand mit Guillermo Lasso ein konservativer Politiker und größter Anteilseigner der Banco de Guayaquil, der um die Jahrtausendwende bereits „Superminister“ für Wirtschaft gewesen war. Lasso bewarb sich mit dem von ihm begründeten Movimiento Creando Oportunidades (CREO) mit Unterstützung der christsozialen Partido Social Cristiano (PSC) nach 2013 und 2017 zum dritten Mal um die Präsidentschaft. In den beiden Wahlen zuvor hatte er jeweils die Stichwahl erreicht, unterlag aber mit Correa bzw. Moreno jeweils den Kandidaten des linken Spektrums. Vor der Wahl warb er damit, das Land mit wirtschaftsliberaler Politik, Steuersenkungen und Öffnung für ausländische Investoren aus der Krise führen zu wollen.
Der von der indigenen Pachakutik (MUPP) unterstützte ehemalige Präfekt der Provinz Azuay, Yaku Pérez, trat mit einem Programm für ökologischen Wandel, Menschenrechte und die Achtung der Interessen der indigenen Bevölkerung Ecuadors an. Er distanzierte sich sowohl von der Politik Correas als auch von dem neoliberalen Kurs von Moreno und Lasso.

### Wahlausgang
Im ersten Wahlgang der Präsidentschaftswahl am 7. Februar konnte Andrés Arauz mit deutlichem Abstand die meisten Stimmen (32,7 %) auf sich vereinen, erreichte aber nicht die erforderliche Mehrheit. Den Zweitplatzierten Lasso (19,74 %) und Yaku Pérez auf Platz drei (19,39 %) trennten nur ca. 30.000 Stimmen bzw. 0,35 Prozentpunkte. Dahinter erreichte Xavier Hervas (ID) mit 15,7 % als vierter Kandidat eine signifikante Stimmanzahl, die übrigen Kandidaten kamen nicht über mehr als knapp zwei Prozent hinaus. Aufgrund des knappen Wahlausgangs zwischen Lasso und Pérez beantragte Pérez eine Neuauszählung in 17 der 24 Provinzen aufgrund des Verdachts der Wahlmanipulation, die vom Wahlrat abgelehnt wurde. Pérez und die Pachakutik riefen daraufhin ihre Anhänger dazu auf, in der Stichwahl keinem der Kandidaten die Stimme zu geben und ungültig zu wählen.
In der auf den 11. April datierten Stichwahl zwischen den beiden Erstplatzierten gewann dann Guillermo Lasso mit 52,4 % und etwa fünf Prozentpunkten Vorsprung vor Arauz (47,6 %) und wurde damit zum Präsidenten Ecuadors gewählt. Seine vierjährige Amtszeit beginnt am 24. Mai 2021.
| Liste   | Partei oder Bündnis                                                    | Kandidat | Kandidat              | Vize               | Erste Runde | Erste Runde | Zweite Runde | Zweite Runde |
| Liste   | Partei oder Bündnis                                                    | Kandidat | Kandidat              | Vize               | Stimmen     | %           | Stimmen      | %            |
| ------- | ---------------------------------------------------------------------- | -------- | --------------------- | ------------------ | ----------- | ----------- | ------------ | ------------ |
| 21 / 6  | Movimiento Creando Oportunidades / Partido Social Cristiano (CREO/PSC) |          | Guillermo Lasso       | Alfredo Borrero    | 1.830.172   | 19,74       | 4.656.426    | 52,36        |
| 1 / 5   | Unión por la Esperanza (UNES)                                          |          | Andrés Arauz          | Carlos Rabascall   | 3.033.791   | 32,72       | 4.236.515    | 47,64        |
| 18      | Movimiento de Unidad Plurinacional Pachakutik (MUPP)                   |          | Yaku Pérez            | Virna Cedeño       | 1.798.057   | 19,39       |              |              |
| 12      | Izquierda Democrática (ID)                                             |          | Xavier Hervas         | María Sara Jijón   | 1.453.915   | 15,68       |              |              |
| 16      | Acción Movilizadora Independiente Generando Oportunidades (AMIGO)      |          | Pedro José Freile     | Byron Solís        | 192.763     | 2,08        |              |              |
| 8       | Partido Político Avanza (AVANZA)                                       |          | Isidro Romero         | Sofía Merino       | 172.714     | 1,86        |              |              |
| 3       | Partido Sociedad Patriótica (PSP)                                      |          | Lucio Gutiérrez       | David Norero       | 164.800     | 1,78        |              |              |
| 4       | Movimiento Ecuatoriano Unido (MEU)                                     |          | Gerson Almeida        | Martha Villafuerte | 160.572     | 1,73        |              |              |
| 35      | Alianza PAIS (PAIS)                                                    |          | Ximena Peña           | Patricio Barriga   | 143.160     | 1,54        |              |              |
| 23      | Partido Sociedad Unida Más Acción (SUMA)                               |          | Guillermo Celi        | Verónica Sevilla   | 84.640      | 0,91        |              |              |
| 25      | Movimiento Construye (MC25)                                            |          | Juan Fernando Velasco | Ana María Pesántes | 76.349      | 0,82        |              |              |
| 17 / 51 | Alianza Honestidad (MC-PSE)                                            |          | César Montúfar        | Julio Villacreses  | 57.620      | 0,62        |              |              |
| 20      | Democracia Sí (DSÍ)                                                    |          | Gustavo Larrea        | Alexandra Peralta  | 36.903      | 0,40        |              |              |
| 10      | Fuerza Ecuador (FE)                                                    |          | Carlos Sagnay         | Narda Ortiz        | 26.524      | 0,29        |              |              |
| 19      | Unión Ecuatoriana (UE)                                                 |          | Giovanny Andrade      | Katherine Mata     | 20.245      | 0,22        |              |              |
| 33      | Movimiento Nacional Juntos Podemos (MNJP)                              |          | Paúl Carrasco         | Frank Vargas Anda  | 19.809      | 0,21        |              |              |

In den Wahlergebnissen zeigen sich regionale Unterschiede zwischen den Provinzen der Küste und des Andenhochlandes (Sierra) und Amazoniens. Während Arauz im ersten Wahlgang die Stimmmehrheit in allen Küstenprovinzen (mit Ausnahme der Galápagos-Inseln) errang, wählten die Bewohner des Hochlandes und Amazoniens mehrheitlich Yaku Pérez. Guillermo Lasso konnte im Land lediglich die Hauptstadtprovinz Pichincha sowie die Galápagos-Inseln gewinnen. In Carchi erzielte Xavier Hervas eine Mehrheit.
Im zweiten Wahlgang votierten die Einwohner der Provinzen, in denen zuvor für Pérez gestimmt worden war, mehrheitlich für Lasso, der zudem auch die Provinzen Imbabura und Santo Domingo de los Tsáchilas (Teile der Sierra) von Arauz gewinnen konnte.

Mehrheiten in den Provinzen in der ersten Runde
Arauz
Lasso
Pérez
Hervas

Mehrheiten in den Provinzen in der zweiten Runde
Arauz
Lasso

## Parlamentswahl

### Zusammensetzung
Die 137 Sitze des ecuadorianischen Parlaments, der Nationalversammlung, setzten sich wie folgt zusammen:
- 15 Abgeordnete von nationalen Listen (nacional)
- 116 Abgeordnete von Provinzlisten (provincial)
- 6 Abgeordnete von Listen der Emigranten (exterior): 2 für die Vereinigten Staaten und Kanada; 2 für Lateinamerika, die Karibik und Afrika; 2 für Europa, Asien und Ozeanien

Verteilung der Sitze zur Nationalversammlung zur Parlamentswahl 2021

Die 24 Provinzen Ecuadors stellten 116 der 137 Parlamentssitze. Diese verteilten sich unterschiedlich:
| Provinz                        | Sitze |
| ------------------------------ | ----- |
| Azuay                          | 5     |
| Cañar                          | 3     |
| Chimborazo                     | 4     |
| El Oro                         | 5     |
| Galápagos                      | 2     |
| Imbabura                       | 4     |
| Los Ríos                       | 6     |
| Morona Santiago                | 2     |
| Orellana                       | 2     |
| Pichincha                      | 16    |
| Santo Domingo de los Tsáchilas | 4     |
| Tungurahua                     | 4     |
| Bolívar                        | 3     |
| Carchi                         | 3     |
| Cotopaxi                       | 4     |
| Esmeraldas                     | 4     |
| Guayas                         | 20    |
| Loja                           | 4     |
| Manabí                         | 9     |
| Napo                           | 2     |
| Pastaza                        | 2     |
| Santa Elena                    | 3     |
| Sucumbíos                      | 3     |
| Zamora Chinchipe               | 2     |

### Wahlausgang
- UNES: 51
- MUPP: 26
- PSC: 18
- ID: 17
- CREO: 12
- Lokale: 3
- MC-PSE: 2
- MEU: 2
- AVANZA: 2
- PSP: 1
- DSÍ: 1
- UE: 1
- MC25: 1

Aus der Parlamentswahl ging die Unión por la Esperanza (UNES) als stärkste Kraft hervor, gefolgt von Pachakutik (MUPP), der Izquierda Democrática (ID) und der Partido Social Cristiano (PSC). Letztere errang aber einen Sitz mehr aus den Provinzen, sodass sie im Parlament über einen Sitz mehr als die ID verfügt. Von 13.107.364 registrierten Wahlberechtigten erschienen 10.616.457 zur Wahl (Wahlbeteiligung: 81,00 %) und gaben 8.025.416 gültige Stimmen ab (Anteil ungültiger Stimmen: 24,4 %). Insgesamt gab es etwa 300.000 Wahlberechtigte mehr als im Jahr 2017.
Die Alianza PAIS von Lenín Moreno, die bei der letzten Wahl 2017 noch 74 und 2013 100 der 137 Sitze inne und damit eine deutliche Mehrheit in der Asamblea Nacional hatte, verlor alle Parlamentssitze und erreichte lediglich einen Stimmanteil von noch 2,8 %. Die Unterstützer des Ex-Präsidenten Correa hatten sich nach dem Bruch mit Moreno dessen neuer Gruppierung UNES mit Andrés Arauz zugewandt. Deutliche Zugewinne erzielten zudem die Pachakutik und die Izquierda Democrática.
Das Bündnis aus Creando Oportunidades (CREO) und PSC des später gewählten neuen Präsidenten Lasso verfügt gemeinsam über 30 Sitze im Parlament und damit über keine eigene Mehrheit.
| Partei oder Bündnis                                  | Stimmen   | Anteil | Sitze    | Sitze     | Sitze      | Sitze  |
| Partei oder Bündnis                                  | Stimmen   | Anteil | national | Provinzen | Emigranten | Gesamt |
| ---------------------------------------------------- | --------- | ------ | -------- | --------- | ---------- | ------ |
| Unión por la Esperanza (UNES)                        | 2.584.595 | 32,21  | 5        | 42        | 4          | 51     |
| Movimiento de Unidad Plurinacional Pachakutik (MUPP) | 1.348.679 | 16,81  | 3        | 22        | 1          | 26     |
| Izquierda Democrática (ID)                           | 961.513   | 11,98  | 2        | 15        | 0          | 17     |
| Partido Social Cristiano (PSC)                       | 780.541   | 9,73   | 2        | 16        | 0          | 18     |
| Movimiento Creando Oportunidades (CREO)              | 774.238   | 9,65   | 2        | 9         | 1          | 12     |
| Alianza Honestidad (MC-PSE)                          | 301.369   | 3,76   | 1        | 1         | 0          | 2      |
| Alianza PAIS (PAIS)                                  | 222.092   | 2,77   | 0        | 0         | 0          | 0      |
| Movimiento Ecuatoriano Unido (MEU)                   | 166.888   | 2,08   | 0        | 2         | 0          | 2      |
| Partido Avanza (AVANZA)                              | 154.529   | 1,93   | 0        | 2         | 0          | 2      |
| Partido Sociedad Patriótica (PSP)                    | 145.398   | 1,81   | 0        | 1         | 0          | 1      |
| Unidad Popular (UP)                                  | 139.969   | 1,74   | 0        | 0         | 0          | 0      |
| Partido Sociedad Unida Más Acción (SUMA)             | 135.038   | 1,68   | 0        | 0         | 0          | 0      |
| Democracia Sí (DSÍ)                                  | 84.209    | 1,05   | 0        | 1         | 0          | 1      |
| Fuerza Ecuador (FE)                                  | 70.854    | 0,87   | 0        | 0         | 0          | 0      |
| Unión Ecuatoriana (UE)                               | 59.080    | 0,74   | 0        | 1         | 0          | 1      |
| Movimiento Construye (MC25)                          | 57.711    | 0,72   | 0        | 1         | 0          | 1      |
| Movimiento Nacional Juntos Podemos (MNJP)            | 37.438    | 0,47   | 0        | 0         | 0          | 0      |
| Lokale Bündnisse                                     | –         | –      | 0        | 3         | 0          | 3      |
| Gesamt                                               | Gesamt    | Gesamt | 15       | 116       | 6          | 137    |